# Lliga xipriota de futbol
La lliga xipriota de futbol (en grec modern: Πρωτάθλημα Α' Κατηγορίας) és la màxima competició futbolística de Xipre. Des del 2007 és patrocinada pel Marfin Popular Bank i és anomenada Lliga Marfin Laiki (grec: Πρωτάθλημα Marfin Laiki).

## Història
El futbol entrà a l'illa de Xipre a través dels britànics. El 1911 es fundà l'Anorthosis Famagusta FC i el 1932 s'inicià la primera lliga, no considerada oficial, ja que fou organitzada per diversos clubs de futbol, amb els subsegüents conflictes.
El setembre de 1934 es creà l'Associació Xipriota de Futbol i s'organitzà el primer campionat oficial, que fou guanyada pel Trast AC, un club desaparegut tres anys després. La competició es va interrompre per la Guerra Mundial entre 1941 i 1945.
Entre el 1948 i el 1953 van existir dues associacions i dues competicions al país. A més de l'Associació Xipriota de Futbol existí l'Associació Amateur Xipriota de Futbol. El 1953, la segona ingressà en la primera i el club AC Omonia fou inclòs en la Primera Divisió. El 1955 es produí una nova escissió. El club Çetinkaya Türk S.K., que havia estat l'únic club turc-xipriota que havia jugat a primera abandonà la competició, juntament amb altres clubs d'origen turc i creà la Federació Turco Xipriota de Futbol, amb les seves pròpies competicions. Aquesta federació mai ha estat reconeguda a nivell internacional.
A partir de 1960, Xipre esdevingué independent i la seva federació ingressa a la UEFA el 1962, passant a disputar competicions europees. Entre 1967 i 1974 els campions de Xipre ascendien a la primera divisió grega i en cas de descens eren reemplaçats pels campions xipriotes de la temporada següent. La temporada 1963-64 el campionat s'abandonà a causa de la violència sorgida entre les comunitats grega i turca de l'illa.

## Historial
Font:
- 1931-32:  APOEL (no oficial)
- 1932-33:  APOEL (no oficial)
- 1933-34:  AEL Limassol (no oficial)
- 1934-35:  Trast AC (1)
- 1935-36:  APOEL (1)
- 1936-37:  APOEL (2)
- 1937-38:  APOEL (3)
- 1938-39:  APOEL (4)
- 1939-40:  APOEL (5)
- 1940-41:  AEL Limassol (1)
- 1941-44: no es disputà[a]
- 1944-45:  EPA Larnaca (1)
- 1945-46:  EPA Larnaca (2)
- 1946-47:  APOEL (6)
- 1947-48:  APOEL (7)
- 1948-49:  APOEL (8)
- 1949-50:  Anorthosis (1)
- 1950-51:  Çetinkaya (1)
- 1951-52:  APOEL (9)
- 1952-53:  AEL Limassol (2)
- 1953-54:  Pezoporikós Ómilos Làrnakas (1)
- 1954-55:  AEL Limassol (3)
- 1955-56:  AEL Limassol (4)
- 1956-57:  Anorthosis (2)
- 1957-58:  Anorthosis (3)
- 1958-59: no es disputà
- 1959-60:  Anorthosis (4)
- 1960-61:  AC Omonia (1)
- 1961-62:  Anorthosis (5)
- 1962-63:  Anorthosis (6)
- 1963-64: campionat abandonat
- 1964-65:  APOEL (10)
- 1965-66:  AC Omonia (2)
- 1966-67:  Olympiakos Nicosia (1)
- 1967-68:  AEL Limassol (5)
- 1968-69:  Olympiakos Nicosia (2)
- 1969-70:  EPA Larnaca (3)
- 1970-71:  Olympiakos Nicosia (3)
- 1971-72:  AC Omonia (3)
- 1972-73:  APOEL (11)
- 1973-74:  AC Omonia (4)
- 1974-75:  AC Omonia (5)
- 1975-76:  AC Omonia (6)
- 1976-77:  AC Omonia (7)
- 1977-78:  AC Omonia (8)
- 1978-79:  AC Omonia (9)
- 1979-80:  APOEL (12)
- 1980-81:  AC Omonia (10)
- 1981-82:  AC Omonia (11)
- 1982-83:  AC Omonia (12)
- 1983-84:  AC Omonia (13)
- 1984-85:  AC Omonia (14)
- 1985-86:  APOEL (13)
- 1986-87:  AC Omonia (15)
- 1987-88:  Pezoporikós Ómilos Làrnakas (2)
- 1988-89:  AC Omonia (16)
- 1989-90:  APOEL (14)
- 1990-91:  Apollon Limassol (1)
- 1991-92:  APOEL (15)
- 1992-93:  AC Omonia (17)
- 1993-94:  Apollon Limassol (2)
- 1994-95:  Anorthosis (7)
- 1995-96:  APOEL (16)
- 1996-97:  Anorthosis (8)
- 1997-98:  Anorthosis (9)
- 1998-99:  Anorthosis (10)
- 1999-00:  Anorthosis (11)
- 2000-01:  AC Omonia (18)
- 2001-02:  APOEL (17)
- 2002-03:  AC Omonia (19)
- 2003-04:  APOEL (18)
- 2004-05:  Anorthosis (12)
- 2005-06:  Apollon Limassol (3)
- 2006-07:  APOEL (19)
- 2007-08:  Anorthosis (13)
- 2008-09:  APOEL (20)
- 2009-10:  AC Omonia (20)
- 2010-11:  APOEL (21)
- 2011-12:  AEL Limassol (6)
- 2012-13:  APOEL (22)
- 2013-14:  APOEL (23)
- 2014-15:  APOEL (24)
- 2015-16:  APOEL (25)
- 2016-17:  APOEL (26)
- 2017-18:  APOEL (27)
- 2018-19:  APOEL (28)
- 2019-20: cancel·lat[b]
- 2020-21:  AC Omonia (21)
- 2021-22:  Apollon Limassol (4)
- 2022-23:  Aris Limassol (1)
- 2023-24:  APOEL (29)
- 2024-25:  Pafos FC (1)